# Kalanchoe fedtschenkoi
Kalanchoe fedtschenkoi (Raym.-Hamet & H.Perrier, 1915) è una pianta succulenta appartenente alla famiglia delle Crassulaceae, endemica del Madagascar.

## Descrizione
Non supera il mezzo metro di altezza.

È spesso dotata di radici aeree e ha foglie tondeggianti dai margini ondulati, di colore verde-grigio. Produce fiori rossi durante la stagione invernale.
La sottospecie Kalanchoe fedtschenkoi marginata è di facile reperibilità ed è dotata di margini giallo chiaro sulle foglie.